# Plínio Silva
Plínio Silva (São Paulo, ) é um flautista e professor brasileiro, experto em música antiga, e protagonista de projetos de preservação e resgate da memória musical.

## Biografia
Já aos onze anos de idade estuda a flauta doce na música antiga, vindo a tornar-se bolsista em festivais e encontros, como o Festival de Inverno de Campos do Jordão. Radicou-se em Curitiba no ano de 1981.
Na capital paranaense integra o Conjunto Renascentista de Curitiba e funda o Centro de Música Antiga de Curitiba (chamado de Camerata Anticqua), situado no Centro Cultural Solar do Barão - suntuoso prédio que pertenceu ao Barão do Cerro Azul. Integra o quadro dos professores de música da Faculdade de Artes do Paraná
Em 1983 vai à Europa, onde fica por um ano, participando de cursos e festivais de música antiga, onde estuda com grandes expoentes da música erudita antiga, como Jordi Savall.
Em 1985 grava no Brasil o primeiro CD de temas medievais do país, registrando músicas vocais e instrumentais dos séculos XII e XIV. A gravação rende uma turnê na Holanda, de cujas apresentações foi gravado um novo disco, ao vivo.
Funda o grupo Terra Sonora em 1994, com quem grava um novo disco, em 1997.
É um dos idealizadores (junto a Liante Guariente) do Projeto Música dos Povos, do qual se originaram grupos, e que tem por objetivo permitir o estudo e as práticas musicais das várias partes do planeta.

## Discografia
Plínio Silva foi o responsável pela produção de três discos:
- As Cruzadas - música vocal e instrumental dos séculos XII e XIV (1985)
- Holland tour - Studium Musicae (1994)
- Terra Sonora - música vocal e instrumental de várias regiões do mundo (1997)